# Bachir Klinger
Bachir Klinger, más conocido como Haytham en Ayat o Creol en We Butter the Bread with Butter. Integra a Ayat desde 2007 debido a la inactividad de la banda We Butter the Bread with Butter, cabe destacar que esta banda proviene de Alemania y surgió entre 2003 y 2004.

## Discografía
Con Ayat
El Nabi Mojrem Moghtaseb Dajjal (Demo) 2002
- Possession
- Asylum
- Laka el Biaa ya Moghtaseb el Adian
- For All Those Who Sinned, Sin and Will Sin

Promo '04 (Demo) 2004
Rehearsal I (Demo) 2004
Rehearsal II (Demo) 2004
Neocratic Rehersal (Demo) 2004
Al Nabi Moujrem, Moughtaseb, Dajjal (EP/Single) 2005
Six Years of Dormant Hatred 2008
- Ilahiya Khinzir!
- Fornication And Murder
- The Fine Art of Arrogance Part One (The Icon And The Cattle)
- Collective Suicide in The Boudoir (Feeling Wonderful Tonight)
- Puking Under Radiant Moonlight (Followed by a Century Long Ejaculation)
- Misogyny When We Embrace
- Necronarcos (Tame You Death)
- Curses! Curses! and Never Sleep...
- Thousands of Pissed Motherfuckers...
- Such a Beautiful Day! (The Exaltation of Saint Francis)